# デカン戦争
デカン戦争（デカンせんそう、英語：Deccan Wars）は、17世紀末から18世紀初頭にかけて、北インドを支配したムガル帝国の皇帝アウラングゼーブによるデカン地方、南インドへの遠征によって、これらを支配する諸王朝との間に引き起こされた戦争。主とする戦闘のほとんどがムガル帝国とマラーター王国との間に行われたことから、ムガル・マラーター戦争（Mughal–Maratha Wars）とも呼ばれる。
この遠征戦争はムガル帝国における最大かつ最後の大規模征服戦争であった。この時代にアジアで行われた同様の規模の戦争は、 17世紀末にトルコのオスマン帝国とヨーロッパ諸国との間で行われた大トルコ戦争だけである。
デカン戦争により、ムガル帝国の版図はアウラングゼーブの死までに、南端部を除くインド全域を含む広大なものとなったが、この戦争が原因で帝国は没落の道を歩むこととなった。

## 概要

### 戦争に至る経緯

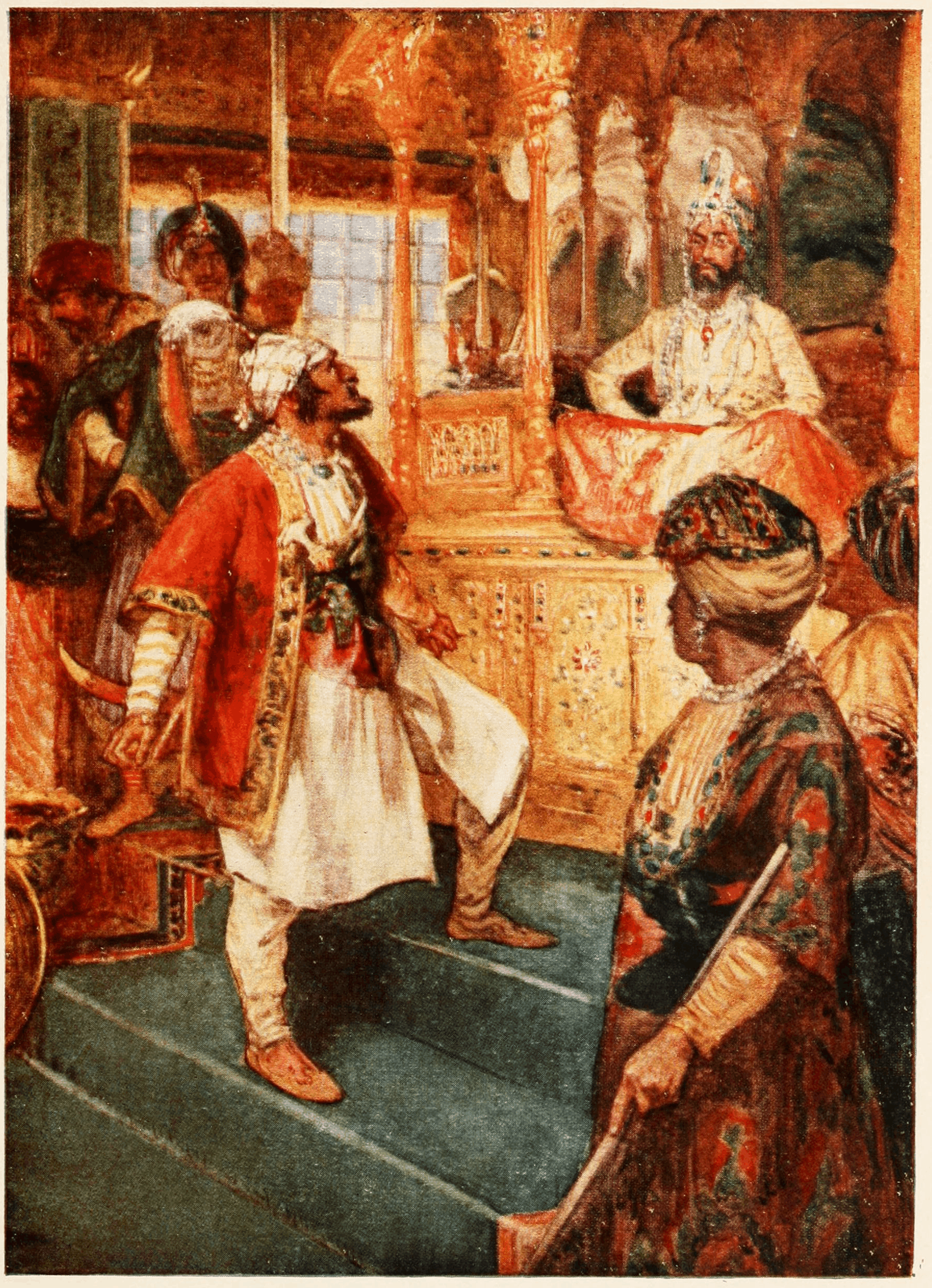
シヴァージーと面会するアウラングゼーブ

ムガル帝国のデカン地方への介入が行われたのは、16世紀末から17世紀初頭、アクバルの時代のことである。この地域には、バフマニー朝の継承国家であるデカン・スルターン朝とよばれる諸国が割拠し、互いに争っていた。
1600年8月、ムガル帝国はアフマドナガル王国の首都アフマドナガルを落としたが、これ以降帝国のデカン地方への介入は断続的に続くこととなった。
17世紀前半、ムガル帝国はアフマドナガル王国の武将マリク・アンバルや、それを支援するビジャープル王国やゴールコンダ王国と幾度となく衝突を繰り返し、時には帝国側から寝返るものの現れた。
1636年2月、ムガル帝国はアフマドナガル王国を征服し、5月にはビジャープル王国とゴールコンダ王国に帝国の宗主権を認めさせ、皇帝の名を刻んだ硬貨を鋳造、使用させた。また、アフマドナガル王国の旧領の分割を行い、北半をムガル帝国が併合し、ビジャープル王国は南半を、ゴールコンダ王国はその一部を併合した。
その後も、ムガル帝国はデカン地方に介入し続けたが、1650年代にビジャープル王国で、マラーターの指導者シヴァージーが現れ、ラーイガド城を拠点にアラビア海に面するコンカン地方に独自の政権を持つようになった。
1660年代、アウラングゼーブの治世になると、帝国の領土をたびたび襲撃、略奪するようになり、軽騎兵を駆使してゲリラ戦を行い、重装兵を中心としたムガル帝国の軍を何度も破った。
1666年、アウラングゼーブはシヴァージーと和解策も取ろうとしたが、結局は決裂した。シヴァージーはこれ以降もムガル帝国の領土を襲撃、略奪し、1674年にはマラーター王を宣し、マラーター王国を樹立した。
1680年4月、アウラングゼーブを悩ませたシヴァージーは死亡し、アウラングゼーブは喜んだが、7月にラージプート諸王が反乱を起こしたため、まずこれの鎮圧を優先した。
1681年9月、ムガル帝国とメーワール王国との和議が成立して、アウラングゼーブはデカンへの大規模な出兵に向けて準備した。

## デカン戦争

### マラーターとの衝突

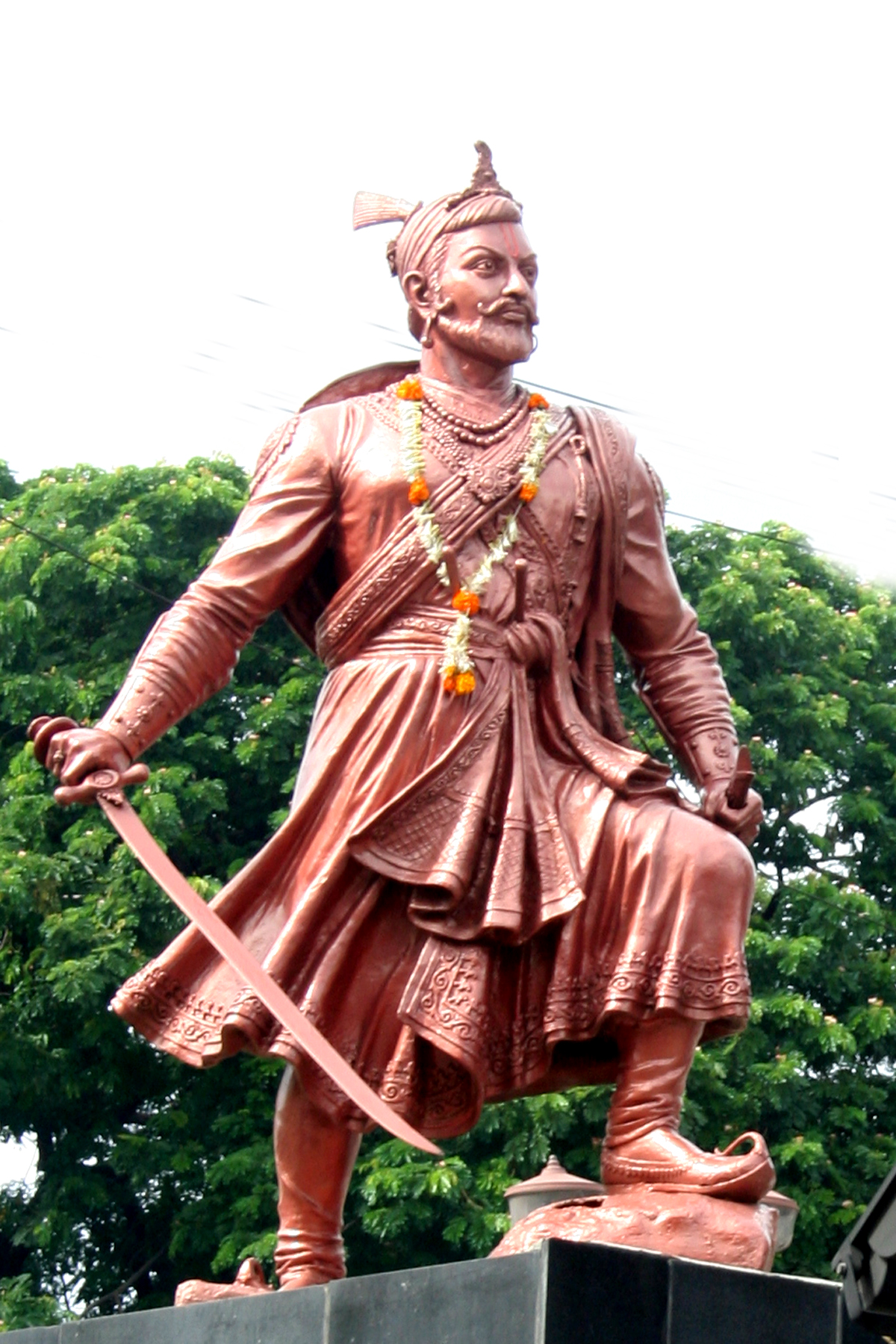
サンバージー像

同月、アウラングゼーブは領土拡大とマラーター討伐のため、総数50万というかつてないほどの大軍を率いてデカンに大挙南下し、11月にはデカン地方への入り口たるブルハーンプルに到着した。これ以降、アウラングゼーブはデカン戦争に残りの生涯を費やし、死ぬまで帝都デリーには戻らなかった。
同年末、ムガル帝国軍はマラーター側の拠点ラームセージュを包囲したが、攻めあぐねる結果となり、足止めされた。一方、同年12月にマラーター王サンバージーも、ムガル帝国側の拠点ジャンジーラを攻めたが、彼も攻めあぐねていた。
同時に、アウラングゼーブは指揮官の一人フサイン・アリー・ハーンに命じて、マラーター王国の北コンカン地方の領土を攻めさせた。
1682年初頭、サンバージーはこれに対処するため、ジャンジーラの包囲を解き、フサイン・アリー・ハーンと交戦し、これを撃退した。この頃、アウラングゼーブは莫大な兵糧をデカンに供給するため、陸路だけでなく海路も考え、ゴアのポルトガル総督から港の使用許可を得ることを試みている。
1683年末、アウラングゼーブはアフマドナガルに移動し、この地からマラーターとの戦闘指揮にあたった。
1684年2月、アウラングゼーブは指揮官の一人シャハブッディーン・ハーンに、マラーター王国の拠点ラーイガド城を攻めさせたが、落とすことはできず、1685年初頭になっても進展が見られなかった。
このように、ムガル帝国とマラーター勢力は4年近くにもわたりデカンで争ったが、戦線は膠着したため、アウラングゼーブの目はデカンで細々と存続していたビジャープル王国とゴールコンダ王国に向けられた。長い包囲戦を経たのち、1686年9月にビジャープル王国を、翌1687年9月にはゴールコンダ王国を制圧し、これらを併合した。

### サンバージーの殺害とデカンの制圧

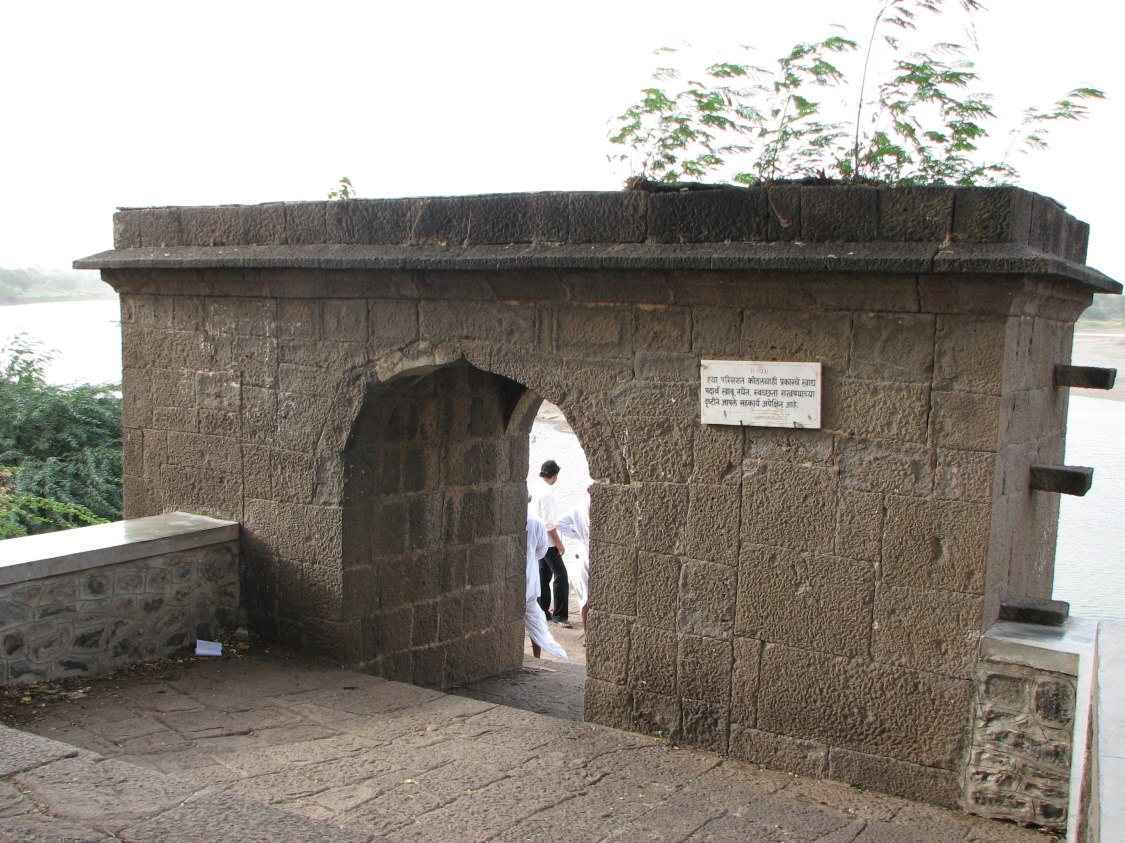
サンバージーが処刑された地、トゥラープル

ビジャープル王国とゴールコンダ王国の征服後、アウラングゼーブは再びマラーターとの戦いに戻った。
一方、マラーター王サンバージーも、1686年に 南インドのマイソール王国がムガル帝国の結ぼうとしたため、これと戦っていたが、戦闘を切りやめてデカンとの戦いに戻った（しかし、マイソール王国とムガル帝国との間で、マイソールが帝国に臣従するかわり、その領土にマラーターが侵入した場合、帝国がこれを撃退するという条約が結ばれた）。
。
1687年以降、アウラングゼーブとサンバージーは、2年近くにわたり戦ったが、戦線は依然として膠着状態だった。
だが、2月1日、アウラングゼーブはサンガメーシュワルのサンバージーの陣に奇襲をかけ、彼と宰相をはじめとする25人のマラーター側の指揮官をとらえた。サンバージーは捕えられたのち、拷問にかけられ、3月5日にアウラングゼーブは彼と宰相などの家臣をビーマ川の河畔で殺害した。
サンバージーの死をうけて、その弟ラージャーラームがマラーター王となったが、同月25日にアウラングゼーブは部下アサド・ハーンとその息子イティハード・ハーンに王国の拠点ラーイガド城を包囲させ、11月3日に城を落とし、サンバージーの息子シャーフーを捕虜とした。
ラージャーラームは陥落に城を離れており、11月1日にプラタープガド城に逃げていたが、そこも危なくなったため、1690年4月にこの地も捨て、南インドのシェンジ（ジンジー）を拠点とした。こうして、1690年までにアウラングゼーブはデカンを制圧し、帝国の4分の1に当たる領土を版図に加え、ムガル帝国の勢力は南インドにまで及んだ。

### シェンジ包囲戦と南インド諸王朝との交戦
アウラングゼーブは南インドに逃げたマラーターを軍に追撃させ、同年9月にラージャーラームの籠城するシェンジ城を包囲させた。
アウラングゼーブが遠征を行っている間、北インドや東インド各地では、戦争による莫大な戦費が重税となり、その生活が困窮したため、農民やザミーンダールなど人々の反乱が相次いだ。だが、アウラングゼーブはそんなことも気に掛けず、特に反乱の激しかったベンガルの鎮圧は部下ムルシド・クリー・ハーンに任せ、自身はシェンジをひたすら包囲し続けた。
また、アウラングゼーブは南インドに拡大した領土を統治するため、1692年4月にカルナータカ太守の役職を設け、部下のズルフィカール・ハーンを任命し、アルコットを首府に統治させた。
ムガル帝国が南インドに侵入したことで、シェンジ包囲中にもかかわらず、帝国軍は南インドの諸王朝とも交戦状態に入った。そのなかでも、タンジャーヴール・マラーター王国（シヴァージーの弟ヴィヤンコージーが建てた王朝）は特に激しく抵抗し、シェンジの包囲を解きマラーター王国を助けるために、シェンジ包囲の帝国軍に攻撃することもあった。ほかにも、ムガル帝国はマドゥライ・ナーヤカ朝、ケラディ・ナーヤカ朝、チトラドゥルガ・ナーヤカ朝といったナーヤカ朝とも交戦状態に入り、マドゥライ・ナーヤカ朝の女王マンガンマールはシェンジに援兵を出すほどだった。
1697年には、カルナータカ太守の軍18,000とタンジャーヴール・マラーター王国の軍40,000が大規模な衝突をしたことも知られている。
しかし、ムガル帝国の軍は南インドのムスリムからは歓迎され、ケーララ地方のアラッカル王国の王アリー・ラージャ・アリー2世はマーピラ（ムスリムの農民）を援軍にまわし、タミル地方のムスリムであるマフブーブ・ハーンも指揮官の一人となった。
この包囲戦には、カルナータカ地方の傭兵集団の隊長であり、のちマイソール王ハイダル・アリーの父でもあるファトフ・ムハンマドも参加しており、彼はロケット砲で城を攻撃した。このため、アウラングゼーブはシェンジの包囲を辞めず、南インドの諸勢力に苦しめられながらも、何年も砲撃戦を続け、敵方の疲弊を待った。
そして、1689年1月8日、ムガル帝国の軍はシェンジを落としたものの、ラージャーラームを捕えることはできず、逃げられてしまった。

### マラーターの逆襲とアウラングゼーブの戦い

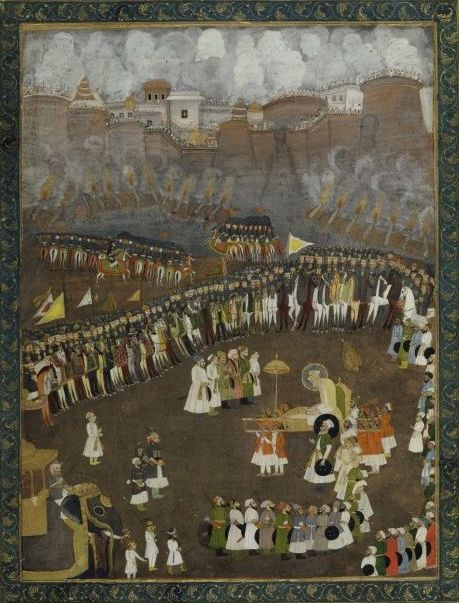
サーターラー包囲戦

ラージャーラームはヴェールールなどの町を移動しながら逃げ、1699年6月に
デカンのサーターラーに入った。
アウラングゼーブは部下のスワループ・シングにシェンジを任せ、南インドからデカンに移動し、12月にサーターラーも包囲し、激しい攻防戦の末、1700年4月にこの地を攻め落とした。
ラージャーラームは包囲戦のさなか、3月に死亡しており、後を継いでいたシヴァージー2世とその母ターラー・バーイーは逃げた。だが、このターラー・バーイーという女性は軍略に長けた人物で、マラーターはこのころから攻勢を強めてゆき、数多くの砦を取り戻した。
1700年代、マラーターはデカンをはじめ、北インドのマールワー、グジャラート、ハーンデーシュなど帝国の諸州を略奪するようになった。1702年から1704年には、マラーターのために、デカンのハイダラーバードからグジャラートなど北インドへと至る道路が途絶えることとなった。
デカン西部では、マラーターが安全を保証するかわりに保護料を徴収しはじめ、地方の有力者もまた、ムガル帝国からマラーターへと主君を代えはじめた。
帝国に仕える者はデカンと北インドに分けられ、北インドで仕える者はデリーの宮廷に出仕しなくなり、帝国は無政府状態に陥り、なかにはマラーターと手を結ぶものも現れるほどだった。
デカン戦争の莫大な戦費の多くを賄ってきた、北インドや東インドの農民の生活は悲惨で、かねてからの重税に加えマラーターの略奪をうけ、貧困にあえいで土地を捨てるようになった。そのうえ、戦争中、帝国の官吏は不正を重ねるようになり、地方の徴税役人は平気で税金を着服し、帝国の行政機構はすでに崩壊していた。
アウラングゼーブはそのようなことも気にせず、マラーターに応戦すべく、デカン西部で自ら攻城戦を指揮し、マラーターの城塞を武力や買収といった戦略で、次々と落していった。
こうしたなか、1705年5月にアウラングゼーブは手足に激痛を感じて倒れ、回復はしたものの、老齢のアウラングゼーブが軍を率いるのはもはや無理であり、デリーに帰還することにした。しかし、デリーへの帰還につくと、隊列はマラーターの攻撃を受けるようになり、昼夜を問わない攻撃で、数十万人の帝国軍の兵が撤退する中で殺され、軍は事実上崩壊した。
1706年1月31日、アウラングゼーブはデカンのアフマドナガルに到着し、この地にとどまることとなった。そして、マラーター勢力はアフマドナガルにまでも襲撃をかけはじめ、5月には激しい攻防戦が行われ、皇帝の天幕までマラーターが押し寄せ、護衛兵が首を切られるほどだった。

### アウラングゼーブの死とデカン戦争の終結

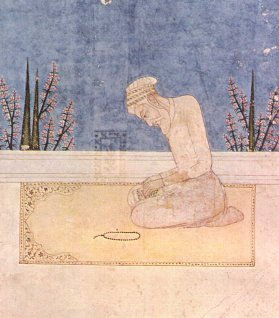
うつむきながらコーランを読む晩年のアウラングゼーブ

1706年までに、アウラングゼーブが奪ったマラーターの城塞は、ほとんどがマラーターに奪い返されていた。マラーターが人々の共感や支持を集める一方で、デカン戦争に参加した軍人たちは、いつまでも終わらない戦いに嫌気がさしていた。
アウラングゼーブは晩年、デカン戦争をはじめとする自分の統治が誤りであると思うようになり、激しい後悔に襲われていた。アウラングゼーブは強力な帝国軍がデカンに攻め入れば、デカンと南インドの諸国はすぐさま制圧できると考えていたのだろうが、マラーターによってすべてを打ち砕かれた。
アウラングゼーブは治世の前半、シヴァージー率いるマラーターにさんざん悩まされたもの、新興勢力であるマラーターを過小評価していた面もあった。とはいえ、デカンに最初に介入したのは、ほかならぬアウラングゼーブの曾祖父アクバルであるから、彼だけを責めるのは酷でもある。
また、アウラングゼーブは自分が老い先短く、自分の死後に皇位継承戦争が起こるのではないか心配したと言われている。ことに、アウラングゼーブの長男ムアッザム、三男アーザム、五男カーム・バフシュは仲が悪く、デカン戦争中もいがみ合っていた。アウラングゼーブはこのため、1707年2月にアーザムとカーム・バフシュを帝国の別々の地域に送っている。
同月28日、アウラングゼーブは高熱で倒れ、3月3日の朝に容体が急変し、その日の夕刻に死亡した。アウラングゼーブが死ぬまでに、ムガル帝国の領土は南端部を除くインド全域とアフガニスタンにまたがる広大な版図を領有していた。
だが、アウラングゼーブの死をもって、帝国軍の指揮官たちはデカンからの早期撤退を決め、5月までに全軍を引き上げた。また、マラーターの王子シャーフーも釈放され、帝国軍を離れた。ここにおよそ27年続いたデカン戦争は終わりを告げた。